# AV Turicia Zürich
Die AV Turicia ist eine farbentragende Akademische Verbindung aus Zürich und eine 1860 gegründete Sektion des Schweizerischen Studentenvereins (Abk.: Schw. StV oder StV) sowie Mitglied im Bund Akademischer Kommentverbindungen (genannt „Block“). Damit ist sie die älteste Hochschulverbindung des 1841 gegründeten Dachverbands in der Schweiz.

## Zweck
Die Turicia ist ein Verein im Sinne des ZGB mit Sitz in Zürich. Sie pflegt die Freundschaft unter ihren Mitgliedern. Auf den Grundlagen des Christentums aufbauend will sie zur Gestaltung von Staat und Gesellschaft im Wissen um die eigene Geschichte und in Verantwortung für das Erbe der christlichen Werte beitragen.

## Geschichte

### Gründung der Sektion Zürich des Schw. StV
Das Novemberheft der Monat-Rosen berichtet im Jahre 1860 von der Konstituierung der Sektion Zürich des Schweizerischen Studentenvereins, zu der sich mit dem ETH-Studenten Anton Petrelli und den vier Medizinern Franz Bridler, Paul Egger, Robert Lenz sowie Ernst Müller fünf StVer entschlossen haben. Im Dezember desselben Jahres gesellt sich ein gestandenes Semester zu der jeweils am Freitag zusammentretenden Runde, welche bei der Bestellung ihres ersten Komitees am 11. Januar 1861 den Rheintaler Fintan Bärlocher (stud. med. absol.) als Senior zu ihrem ersten Präses wählt.

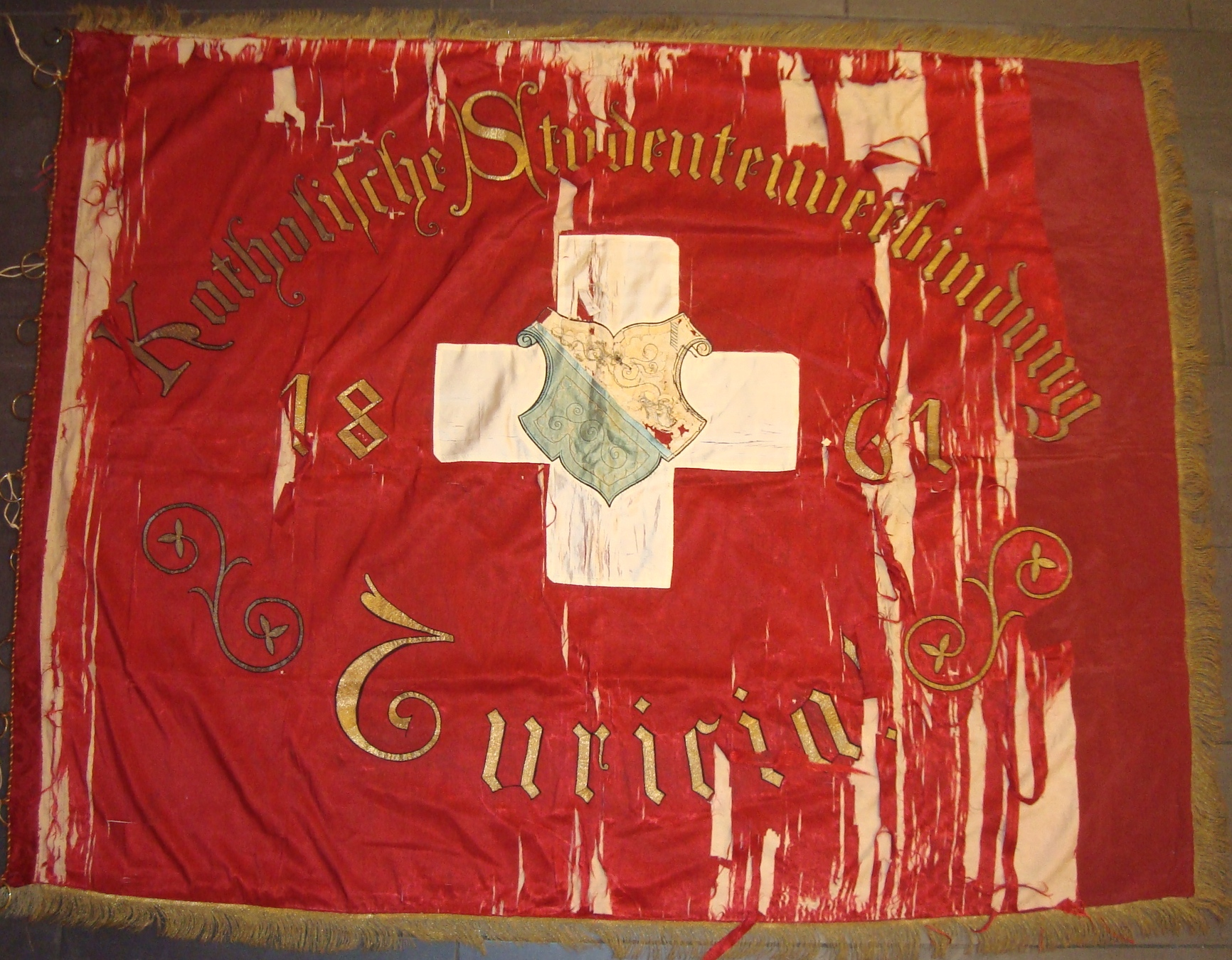
Die erste Fahne der AV Turicia aus dem Jahre 1861

### Problematik der ersten Zeit
Einem Brief an die Luzerner Sektion ist zu entnehmen, in welcher Problematik sich die sechs Studenten hineingestellt sehen. Sie gehören zu jenen ersten StVern, die nicht mehr ausschliesslich an katholischen Universitäten des Auslandes studieren, sondern sich mehr und mehr auch der altehrwürdigen Alma Mater Basiliensis, sowie den Zürcher und Berner Hochschulen zuwenden. So verwundert es kaum, dass im protestantischen Zürich sich die Mitglieder der Sektion alsbald mit den Vertretern anderer katholischer Gruppierungen zusammentun. Etwa dem Gesellenverein oder dem Kirchenchor, um über die Pflege der Geselligkeit hinaus die Rechte der verschwindend kleinen katholischen Minderheiten in Zürich zu wahren und zu vergrössern.

### Durchbruch und Erstarken der Turicia
In der Zeit des Kulturkampfes, die 1873 die Katholiken aus der Augustinerkirche vertreibt und in der neu erbauten Kirche St. Peter und Paul in Aussersihl wieder zusammenbringt, besteht diese Interessengemeinschaft ihrer Feuerprobe. In den Achtzigerjahre schaffte die Verbindung den Durchbruch; die Sektion erreicht im Sommersemester 1883 vom Senat der Universität die Anerkennung als „Katholische Studentenverbindung Turicia“ und im Wintersemester 1883/84 ihre Inkorporation in die „Allgemeine Studentenversammlung“. Nach dem Beschluss des AC vom 8. Dezember 1885 wurden auch das rot-weiss-grüne Band und die rote Mütze in der Öffentlichkeit getragen. Im Februar 1886 konnte schon das 25-jährige Bestehen gefeiert werden. Anlässlich der GV Sursee wird 1886 der „Dreibund“ der farbentragenden akademischen Verbindungen AKV Rauracia, AKV Burgundia und AV Turicia gefeiert, der sich über die kommenden Jahrzehnte hinaus im Schw. StV aktiv zugunsten eines strammen Sektions- und Vereinslebens einsetzt.

### Hort führender Zürcher Katholiken
Die reichen, vielfach bis auf die heutigen Tage erhaltenen Archivbestände zeugen vom aufkommenden couleurstudentischen „Feudalwesen“, das in Zürich um die Jahrhundertwende seine Blütezeit erlebt. Die Turicia, in der zeitweise alle Landessprachen gesprochen werden, wird in ihren Bemühungen von einer aktiven Altherrenschaft unterstützt. Am 1. März 1887 aus der Taufe gehoben, wurde sie erst von den beiden Pfarrern Karl Reichlin und Josef Burtscher, anschliessend während zwanzig Jahren von Emil Pestalozzi-Pfyffer präsidiert. Aus der Verbindung mit ihren zahlenmässig erstarkenden Glaubensbrüdern aus verschiedensten Schichten erwächst den Turicern nicht nur das Verständnis um die Bedeutung der sozialen Frage, die sie als erste in den Gesamtverein einbringen. Sie stehen auch bei den Bemühungen um eine politische Sammlung der Gleichgesinnten auf kantonaler und eidgenössischer Ebene an vorderster Front. Die Namen des ersten Chefredaktors der Neuen Zürcher Nachrichten und Begründers der Christlichsozialen Partei des Kantons Zürich, Georg Baumberger, seines Nachfolgers Ludwig Schneller sowie des ersten CSP-Kantonsratspräsidenten Conrad Bürgi, diejenigen der massgeblich an der Gründung der Schweizerischen Katholischen Volkspartei beteiligten Ständeräte Adalbert Wirz und Josef Düring seien für viele andere genannt, welche, wie der spätere Bundesrat Philipp Etter, während langer Jahre im Dienste der Öffentlichkeit stehen.

### Zweite Fahnenweihe, Couleurwechsel und Wahl der Devise

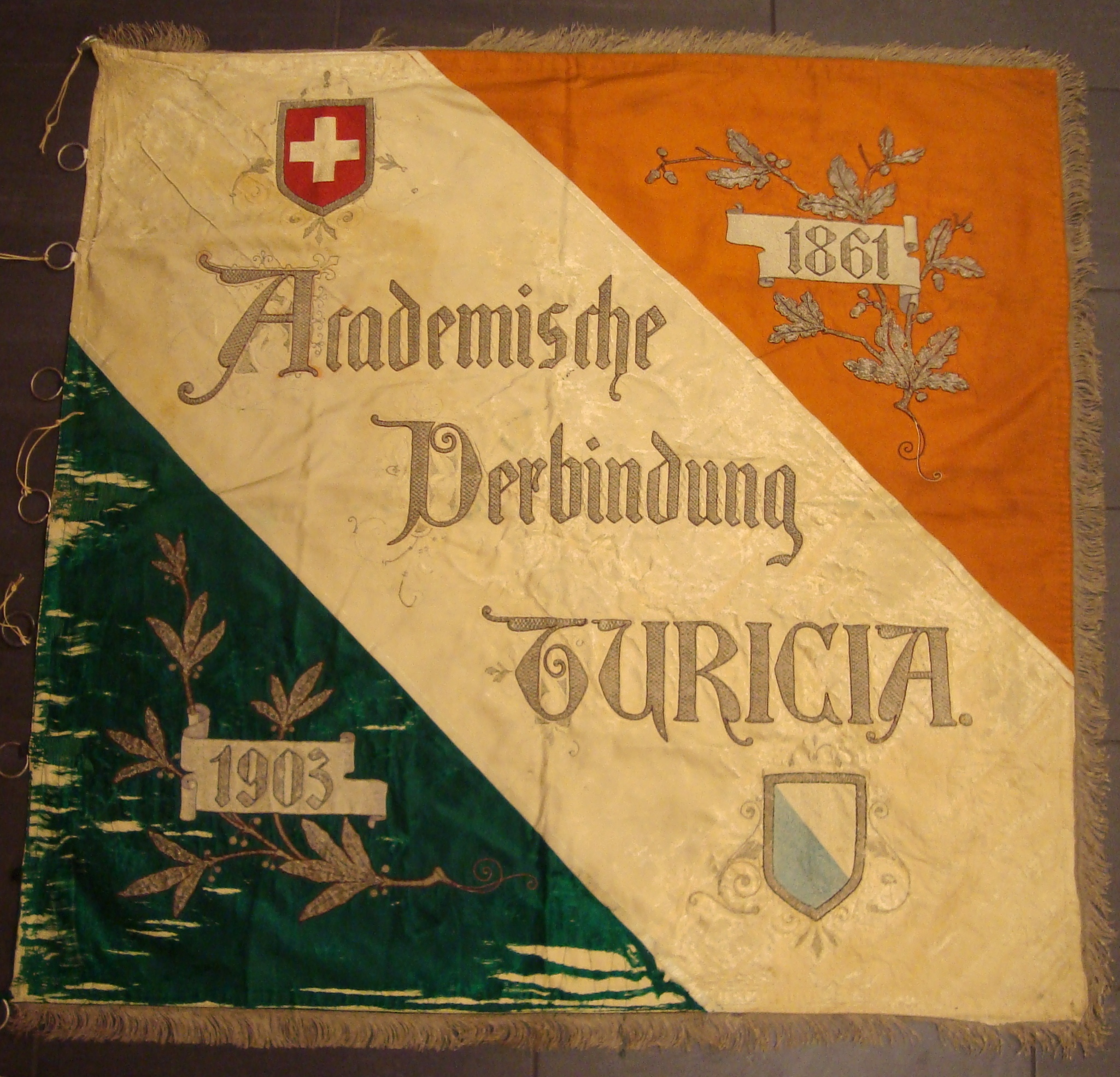
Die zweite Fahne der AV Turicia aus dem Jahre 1903

Mit dem Eintritt ins 20. Jahrhundert erlebt die gelegentlich über 60 Mitglieder zählende Turicia eine bewegte Zeit. Ideen eines eigenen Verbindungshauses im Universitätsquartier werden mit der Altherrenschaft diskutiert, während gleichzeitig in geheimen Konventen die Sezession innerhalb der Aktivitas geprobt wird. Der Kitt der Feier der zweiten Fahnenweihe im Sommer 1903, mit welcher auch der Coulerwechsel auf Orange und die Wahl der Devise „In fide firmitas“ einhergeht, hält bis zum 50. Jubiläum, das im Mai 1911 mit viel Begeisterung begangen wird.

### Abspaltung der AKV Kyburger
Am 24. Februar 1912 beschliesst die Verbindung ihre Redimensionierung, welche mittels Gründung einer Tochterverbindung bewerkstelligt wird. Ein Losverfahren ermittelt die ersten Mitglieder der rosa-weiss-grünen AKV Kyburger Zürich, an deren erster Fahnenweihe die Turicia im Sommer 1912 – ebenso wie früher bei der Turania und später bei der GV Struthonia, der Lepontia, der Romania Turicensis, der AV Bodania, der Corona San Gallensis, der G.V. Corvina Einsiedeln sowie der GV Desertina – Pate steht. Das Verhältnis zur neuen Verbindung ist einem Auf und Ab unterworfen, dessen Wogen der bis zum Jahre 1944 bestehende gemeinsame Altherrenverband mehr als oft auszugleichen sucht. Die Turicia darf aber in vielen Belangen ihres Interesses auf die Unterstützung der Kyburger zählen.

### Im Schatten des Zweiten Weltkriegs
Im Jahr 1935 begeht die Verbindung ihr feierliches 75. Stiftungsfest und weiht ihre dritte Fahne ein. Die Widersprüchlichkeit eines nationalen Aufbruchs und die bedrohliche Zeit des Zweiten Weltkriegs prägen die AV Turicia. Die Mitbegründung des neuen „Blocks“ der alten Kommentverbindungen im Sommer 1942 ist auch im Lichte des Durchhaltewillens zu sehen, den der StV zur Erhaltung der Schweizer Freiheit beschwört. In der Nachkriegszeit trägt die Turicia ihren Teil zur Wiedererstarkung des deutschen und Österreichischen Cartellverbands bei. Freundschaftliche Bande werden mit Alpinia Innsbruck und dem Hohentwiel Stuttgart geschlossen, an deren Stelle im Laufe der Jahre die bis heute weiterbestehenden Beziehungen zur KDStV Winfridia (Breslau) Münster und KDStV Trifels München treten.

### Blockaustritt und die 68er-Jahre
Die Beleidigung anderer Blockmitglieder gegenüber der AV Turicia im Zusammenhang um die Wahl eines Nichtblöcklers zum Zentralpräsidenten, hat zur Folge, dass sich die AV Turicia im Wintersemester 1951/52 aus dem Bund Akademischer Kommentverbindungen (Block) zurückzieht. Eine Zeit neuer Freiheit bricht an. Auch auf sich allein gestellt am Alten festhaltend, bereitet die Verbindung das 100-jährige Jubiläum im Spätherbst 1960 vor, das mit seinem Glanze lange nachwirken soll. Der mutige Entschluss zum Kauf eines Verbindungshauses wird gefasst. Während die Zeit der Hochkonjunktur überholte Ideale in Frage stellt, muss sich die Turicia internen Diskussionen im Mai 1968 stellen. Mit Argwohn stehen die Alten Herren der Abschaffung des Farbenobligatoriums gegenüber. Die Aktiven wiederum, im Gesamtverein an der Erarbeitung des bildungspolitischen Freiburger Manifests und des Gesellschaftspolitischen Leitbildes beteiligt, wollen die SP-Mitgliedschaft von Turicern nicht für unvereinbar mit der Vereinsmitgliedschaft erklären.

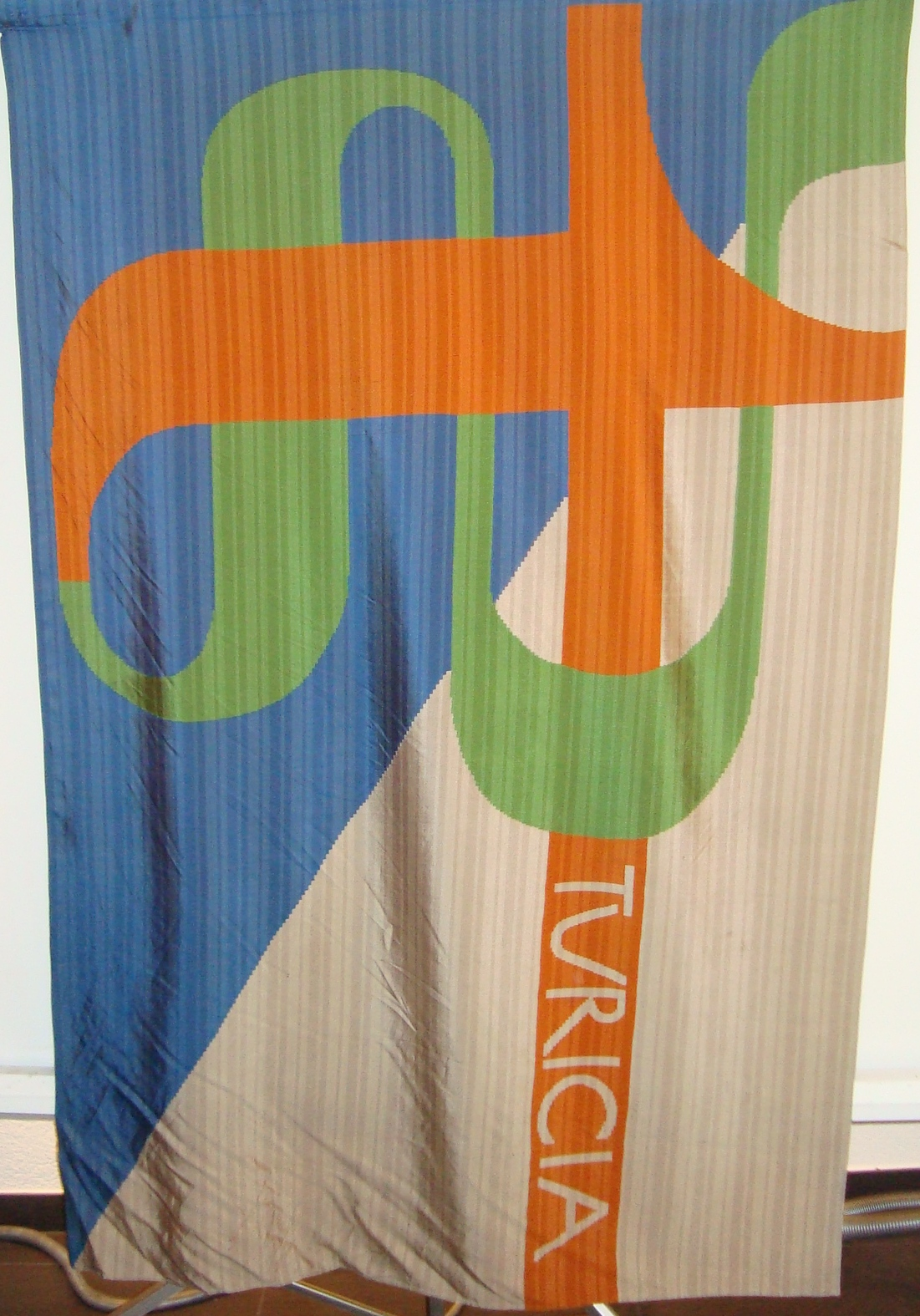
Die aktuelle Fahne der AV Turicia aus dem Jahre 1985. Die nächste Fahne wird anlässlich des 150-jährigen Jubiläums geweiht.

### Krise und Wiedererstarken

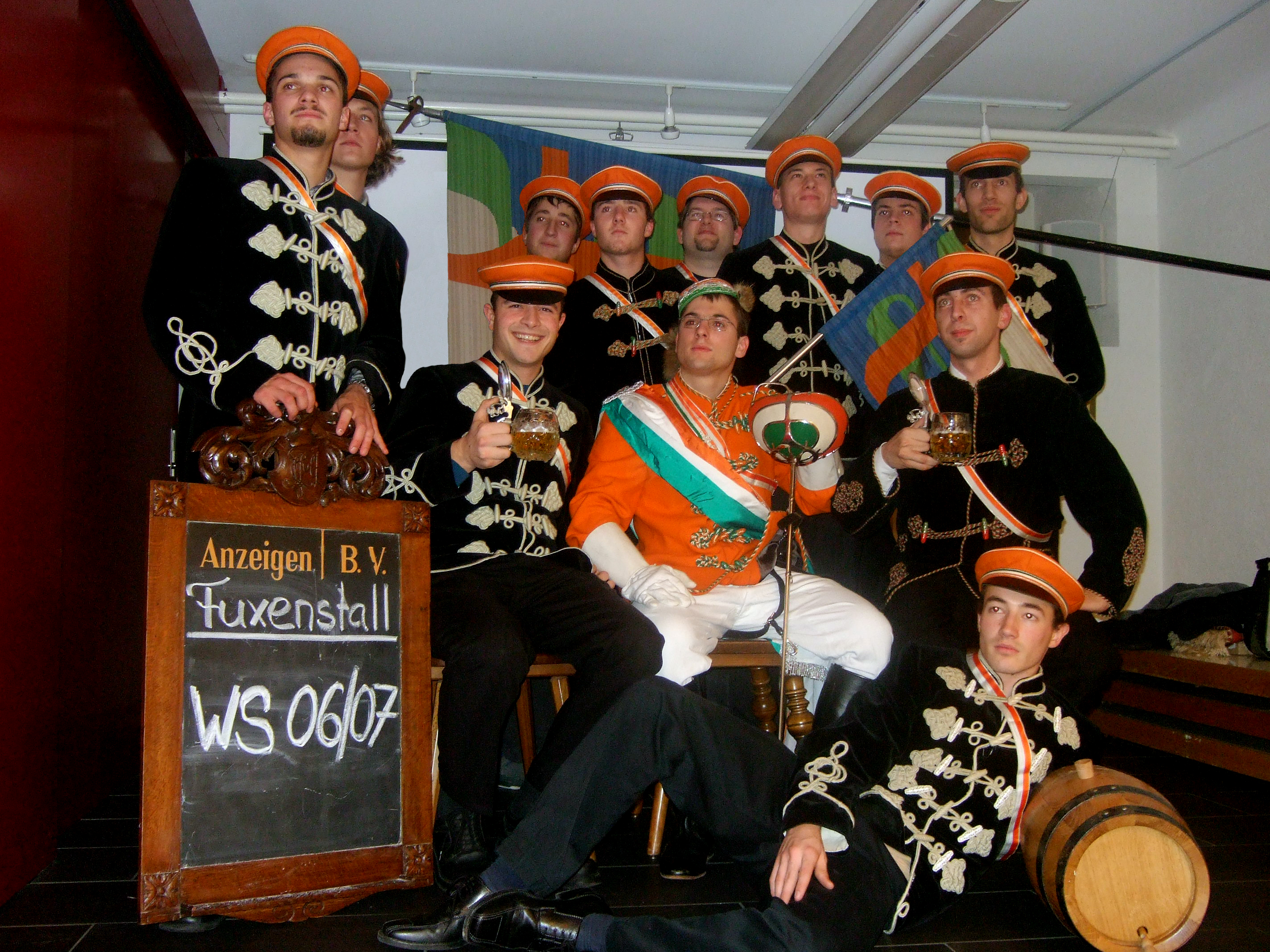
Fuchsenstall der AV Turicia mit den traditionellen Bierjacken (2006)

Mit dem aufgezwungen Auszug aus dem langjährigen Stammlokal „Feldschlösschen“ wird die Turicia vollends heimatlos. Ein von der Aktivitas veranstaltetes „Geschichtsweekend“ setzt durch die Rückbesinnung auf die eigene Geschichte wieder neue Kräfte frei. Die Turicer-Info entsteht und bringt die Verbindung zur Schaffung eines neuen Gemeinwesens. Aus dem Umbau des Hauses an der Nordstrasse geht das Turicerhaus hervor, das neben dem neu bezogenen Stamm im „Urania“ zum Zentrum des Verbindungslebens wird. Ihrer kleinen Zahl zum Trotz sind die aktiven Turicer gewillt, ihre Verbindung wieder auf Vordermann zu bringen und ihr den angestammten Platz im Gesamtverein zu erhalten. Fünf CC-Mitglieder und ein CP werden bis zum Jahre 1985 gestellt.

### Vom 125-Jährigen bis heute
1985 kann die AV Turicia schon auf 125 Jahre Vereinsgeschichte zurückblicken. Diese wird wie auch schon in der Vergangenheit mit einem ausgiebigen Jubiläum gefeiert. Im darauf folgenden Jahr beschliesst die Aktivitas den Wiedereintritt in den Bund Akademischer Kommentverbindungen. Unter anderem die Wirren um den Wechsel des Stammlokals in den 70er und 80er Jahren führten dazu, dass an der Schmiedgasse ein eigenes Lokal gekauft wird. Bis heute ist es der Treffpunkt für den wöchentlichen Stammbetrieb. Kurz vor dem Jahrtausendwechsel steckte die AV Turicia erneut in einer Krise. Der Umstand, dass die Aktivitas nur wenige Mitglieder zählte und deren zum Teil fehlendes Engagement brachten das Verbindungsleben ins Stocken. Im neuen Jahrtausend fand sich ein frischer Kern von Mitgliedern, welcher der haucht Verbindung wieder neues Leben einhauchte. Seitdem konnte die AV Turicia auch im Schw. StV abermals zwei Mitglieder im CC und einen CP zur Verfügung stellen. Im November 2009 legte das traditionelle Martinimahl den Auftakt zum 150-jährigen Jubiläum, dessen feierlicher Höhepunkt um Pfingsten 2010 stattfand.

### Albertus-Ring
Der Albertus-Ring ist eine Zusammenschluss katholischer Akademikergemeinschaften, der laut der Gründungsurkunde gegen den „Einfluß von Atheismus, Liberalismus, Chauvinismus und Materialismus auf die ethische und moralische Bewertung und die ständige Bedrohung durch den Kommunismus“ eintreten und „den persönlichen Kontakt pflegen, den Studentenaustausch untereinander an ihren Universitäten fördern, sich jede  Erleichterung und Hilfe gewähren und vorbildlich auf dem Gebiete der Völkerverständigung wirken.“ 

Die Gründungsmitglieder waren:
- KAV Danubia Wien-Korneuburg im ÖCV (Österreich)
- AV Rheinstein Köln im CV (Deutschland)
- AV Turicia im Schw StV (Schweiz)
- Katholische Studentenvereinigung Japans, heute AV Edo-Rhenania zu Tokio, an den CV assoziiert
- Groupe Catholique de la Faculté du Droit de Paris – Centre Saint Yves (Frankreich)
- Group des Etudiants – Université catholique de Louvain (Belgien)
- Katholische Studentenvereinigung Japans – Sophia-Universität (Japan)
- Rheinstein-Kreis – Universität Coimbra (Portugal)
- Omnes Gentes – Sorbonne (Frankreich)

Aus dem intensiven Kontakt der Gründungsjahre setzt sich bis heute eine Freundschaft zwischen der AV Edo-Rhenania, der AV Rheinstein, der AV Turicia und der KAV Danubia fort. Zu Ehren des Schutzheiligen des Albertusrings, dem deutschen Gelehrten und Schutzpatron aller Akademiker Albertus Magnus, richtet die AV Edo-Rhenania alljährlich das sogenannte Albertusfest aus, welches neben einem katholischen Gottesdienst einen studentischen Kommers beinhaltet.

Diese Idee wird heute auch durch den EKV und das Erasmus-Programm verwirklicht.

### Corporationen Convent Zürich
Die Turicia ist Mitglied des Corporationen Convent Zürich (CCZ).

## Komment- und Statuteneigenschaften
Wie die meisten Verbindungen hebt sich die Turicia in gewissen Komment- und Statutenfragen von den übrigen Verbindungen im Schweizerischen Studentenverein ab.

### Kommenteigenschaften
Die AV Turicia kennt – im Gegensatz zu den meisten Blockverbindungen – keine sogenannten Eo-ipso-Fälle, d. h., alle Bierstrafen müssen vom Hohen Senior oder vom Hohen Fuchsmajor ausgesprochen werden.

### Statuteneigenschaften
Art. 11 der Statuten besagt: „Schon seit der Zeit vor der Gründung der Akademischen Verbindung Turicia vom 11. Januar 1861 kann die Dame dem König Schach bieten und ihn ab und an Matt setzen.“
Das heisst nichts anderes, als dass ein Mitglied der Turicia sich um seine Partnerin kümmern darf, statt an einem Verbindungsanlass teilzunehmen.

### Die Bieruhr und ihr Komment
Wie bei anderen Verbindungen wird auch bei der AV Turicia eine Bieruhr betrieben. Im Gegensatz zu anderen Verbindungen, die herkömmliche, meist improvisierte Bieruhren haben, besitzt die Turicia einen eigenen Bieruhr-Tisch. Eine weitere Besonderheit ist der eigenständige Bieruhr-Komment. Er ist dem gängigen Rechtsbuch unterstellt und gilt ausschliesslich für die Dauer und Mitspieler einer Bieruhr-Runde. Über sämtliche Bieruhr-Runden wird akribisch Buch geführt.
Eine Runde geht über 11 Becher, wobei das Quantum jeweils ein Drittel beträgt. Das älteste Semester beginnt damit, gegen den Uhrzeigersinn den Zeiger zu drehen. Derjenige auf dessen Feld der Zeiger stehen bleibt, trinkt ein Quantum. Wird derselbe Spieler dreimal nacheinander getroffen, fällt er in den BUV (Bieruhrverschiss). Die Bierstrafe wird über ein Ganzes vollzogen.
Nach einer Runde aussteigen kann nur, wer entweder am meisten getrunken hat, oder die meisten bezahlt hat. Sobald beide aussteigen, ist es jedem Mitspieler freigestellt, auszusteigen oder weiterzuspielen.

## Das Turicerhaus
Im Jahre 1964 erwarb die AV Turicia im Kreis 6 in Zürich ein Wohnhaus mit der Intention, Zimmer für Studenten anzubieten. Im Gegensatz zu deutschen Verbindungen ist es in der Schweiz nicht üblich über ein eigenes Verbindungshaus zu verfügen. Obwohl der Kauf auf Anregung der Verbindung geschah, stand und steht das Haus auch Nichtverbindungsstudenten offen. 1972 wurde das gesamte Haus gründlich renoviert und es entstand unter anderem ein grosser Gemeinschaftskeller mit Küche. Dieser entwickelte sich zum Mittelpunkt des Haus- und Verbindungsalltags. Das Haus ist genossenschaftlich organisiert, wobei etwa 90 % der Genossenschafter auch Mitglieder der AV Turicia sind.
Im Turicerkeller wurden mehrere Schaukasten eingebaut, wo Couleur-Artikel vergangener Jahre ausgestellt werden:

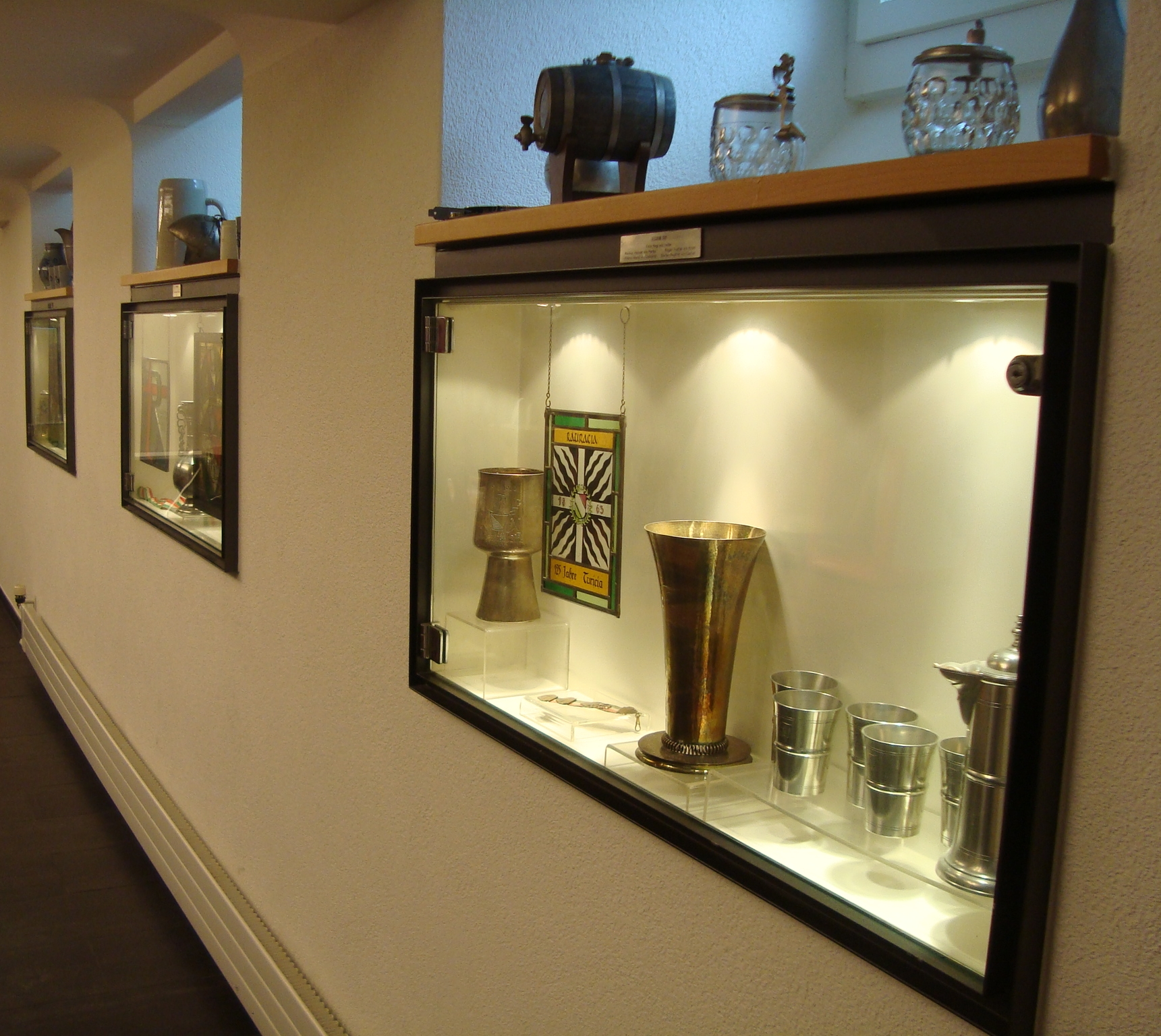
Blick auf die Schaukasten
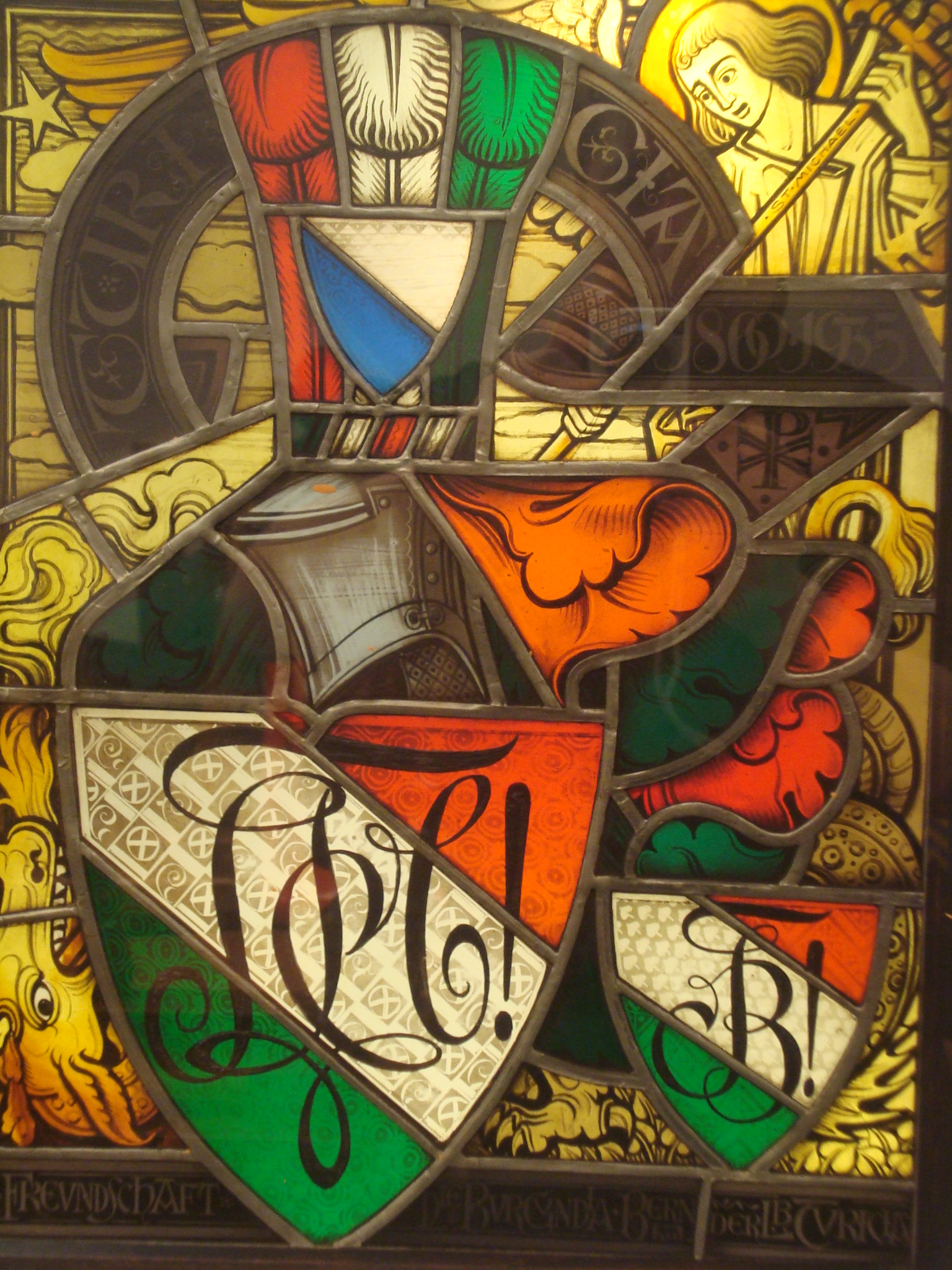
Geschenk der AKV Burgundia zum 75-jährigen Jubiläum 1935
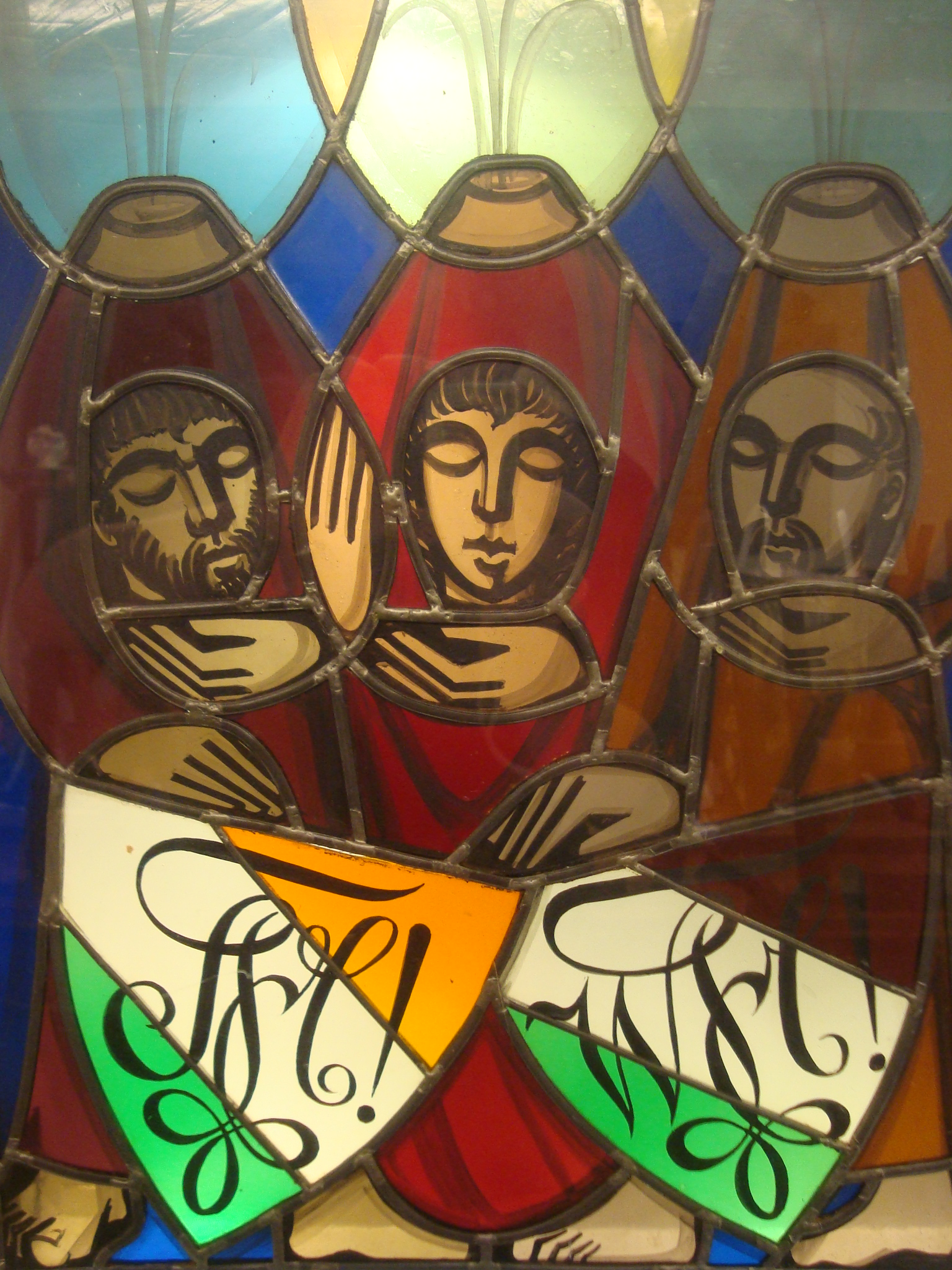
Geschenk der AV Welfen zum 100-jährigen Jubiläum 1960

## Das Stammlokal
Nach längerer Zeit ohne festes Stammlokal erwarb die AV Turicia 1986 ein eigenes Stammlokal im Niederdorf in Zürich. Neben dem normalen Restaurantbetrieb findet dort das wöchentliche Treffen der AV Turicia statt. Das Stammlokal ist als Aktiengesellschaft organisiert. Aktionäre sind unter anderem der Altherrenvorstand und die Aktivitas.

## Bekannte Mitglieder
- Heinrich Federer (1866–1928), Schweizer katholischer Priester und Schriftsteller
- Caspar Melliger (1868–1924), Gründer und Präsident der Katholischen Volkspartei der Stadt Zürich[6]
- Paul de Chastonay SJ (1870–1943), Jesuit, Seelsorger, Publizist[7]
- Kaspar Knobel (1882–1953), Kantonsoberförster, Schwyzer Kantonsrat (1938–1839), katholisch-konservativer Nationalrat (1943–1953)[8]
- Michel Plancherel (1885–1967), Schweizer Mathematiker, Professor für höhere Mathematik an der ETH Zürich, Rektor der ETHZ von 1931 bis 1935
- Willy Kaufmann (1887–1942), Schweizer Komponist und Arzt
- Philipp Etter (1891–1977), Schweizer Politiker, Bundesrat und Mitglied der Katholisch-Konservativen Partei (heute CVP)
- Richard Gutzwiller SJ (1896–1958), Jesuit, Direktor des Apologet. Instituts in Zürich und Honorarprofessor für bibeltheologische Fragen in Innsbruck[9]
- Benno Kardinal Gut OSB (1897–1970), Abtprimas der Benediktiner und Kurienkardinal
- Eduard Montalta (1907–1986), Pionier der Heilpädagogik in der Schweiz[10]
- Alphons Egli (1924–2016), Schweizer Politiker (CVP)
- Rudolf W. Hug (* 1944), VR-Präsident der Panalpina
- Hans Hollenstein (* 1949), Kantonalzürcher alt Regierungsrat (CVP) (Ehrenmitglied)
- Erich Pircher, ehemaliger Botschafter der Schweiz in Albanien und Kroatien